# トニアン
| 累代        | 代       | 紀                 | 基底年代 Mya |
| ----------- | -------- | ------------------ | ------------ |
| 顕生代      | 新生代   | 新生代             | 66           |
| 顕生代      | 中生代   | 中生代             | 251.902      |
| 顕生代      | 古生代   | 古生代             | 541          |
| 原生代      | 新原生代 | エディアカラン     | 635          |
| 原生代      | 新原生代 | クライオジェニアン | 720          |
| 原生代      | 新原生代 | トニアン           | 1000         |
| 原生代      | 中原生代 | ステニアン         | 1200         |
| 原生代      | 中原生代 | エクタシアン       | 1400         |
| 原生代      | 中原生代 | カリミアン         | 1600         |
| 原生代      | 古原生代 | スタテリアン       | 1800         |
| 原生代      | 古原生代 | オロシリアン       | 2050         |
| 原生代      | 古原生代 | リィアキアン       | 2300         |
| 原生代      | 古原生代 | シデリアン         | 2500         |
| 太古代      | 太古代   | 太古代             | 4000         |
| 冥王代      | 冥王代   | 冥王代             | 4600         |
| 1. 2. 3. 4. |          |                    |              |

トニアン（英：Tonian; NP1、中国語：拉伸纪（拉伸紀））は、10億年前から8億5000万年前にあたる新原生代最初の地質年代（紀）の一つ。日本語名は決定されていない。現在のところトニアンの期の区分は定義されていない。
名称はギリシャ語で「伸張」を意味するtonasに由来する。
層序学に基づく代わりに国際層序委員会（ICS）が決定した放射年代測定によって定義される。

## できごと
トニアンの出来事の中で特徴的なのが超大陸ロディニアの存在とその分裂であった。これはよく知られている後の超大陸パンゲアと同様に全ての陸地が一つの大陸に結合されていた。これは古地磁気などの科学的調査方法で判明した事実である。ロディニアの周囲には巨大な大洋ミロヴィア海が広がっていた。

## 生物
今日と同様に地球上には海と大地が存在した。しかし構成は同じではなく、現在よりも大気中の酸素含有量は少なかった。それでも多くの種類の生物の化石は発見されており、放射状の微化石アクリタークはこの時代から現われた。